# Орцуев, Муслим
Муслим Орцуев (чечен. Орци КӀант Муслим; 1908–1933) – советский ученый-филолог чеченского происхождения, главный редактор газеты «Серло» (1928–1933), заведующий отделом образования Чеченской Автономной Области (1933).

## Биография
Муслим Орцуев родился в 1908 году в селении Алхазурово. Когда он был ещё ребёнком, его родители скоропостижно скончались. После этого воспитывался в детдоме.
В 1922-1923 годах принял активное участие в зарождающемся в пионерском движении в Чеченской Автономной Области.
В 1927 году был выдвинут в Комсомол. В том же году поступил в Серноводский педагогический техникум.
В 1928 году закончил коммунистические высшие курсы в городе Ростов-на-Дону.
По возвращении в Чечню областным комитетом партии был назначен главным редактором газеты «Серло», а также стал заведующим всеми печатными органами, которые издавались в Чеченской области.
В 1931–1932 годах окончил аспирантуру в Ростовском горском научно-исследовательском институте. Сразу после этого в правительстве Чеченской автономной области он занял пост заведующего отделом образования.
В 1933 году возглавил Чеченский Научно-Исследовательский институт, где принял непосредственное участие в просветительских проектах Чеченской области.
Скончался в 1933 году в возрасте 25 лет.